# Comuna Znamenivka, Novomoskovsk
Znamenivka (în ucraineană Знаменівка) este o comună în raionul Novomoskovsk, regiunea Dnipropetrovsk, Ucraina, formată din satele Novotroiițke, Pidpilne și Znamenivka (reședința).

## Demografie
Componența lingvistică a satului Znamenivka
     Ucraineană (93,83%)
     Rusă (5,7%)
     Alte limbi (0,25%)
Conform recensământului din 2001, majoritatea populației satului Znamenivka era vorbitoare de ucraineană (93,83%), existând în minoritate și vorbitori de rusă (5,7%).